# Refugi de la Ferreria del Vedat
El Refugi de la Ferreria del Vedat es troba al Parc de la Serralada Litoral, el qual fou recuperat pels voluntaris de l'ADF de Teià entre els anys 1998 i 1999.

## Descripció
És un edifici senzill, de planta rectangular i que es feia servir com a taller on es reparaven i s'esmolaven les eines que utilitzaven els picapedrers (bàsicament, refer els punxons i les escarpes que la dura pedra havia desgastat). En aquesta zona va haver-hi una gran activitat d'extracció de pedra, ja que d'ací van sortir les columnes i les dovelles de molts portals de l'Avinguda Diagonal de Barcelona.
A partir de les restes trobades, podem imaginar-nos com era la ferreria quant estava en plena activitat: a la sala gran, hi havia l'obrador on el ferrer escalfava el ferro a la fornal fins a deixar-lo roent, el moldejava a cops de martell a l'enclusa i el refredava ràpidament en un cossi ple d'aigua per donar-li el tremp. La sala petita era el rebost i el magatzem.
L'edifici, ara reconvertit en refugi (propietat de l'Ajuntament de Teià), està sempre obert i normalment el trobarem net i endreçat, ja que en té cura l'ADF de Teià. Cal demanar permís a l'ADF i la policia local per a fer ús de la llar de foc i per a poder menjar-hi o dormir-hi quan s'hi va amb colla. Dins el refugi hi ha bancs i taules per a 15 persones i llar de foc, mentre que a l'exterior tenim una taula de picnic per a 8 persones i una aixeta d'aigua sense garantia sanitària que baixa de la Mina del Vedat. És un bon indret per descansar i gaudir de la vista sobre la riera de Teià.
En una cantonada de la façana davantera, a terra, hi ha dues roques amb gran quantitat d'incisions: són cops que feien per provar el tremp del metall de les eines acabades d'esmolar. Al camí que passa per darrere de la casa, al marge del cantó muntanya, hi ha una cova d'entrada estreta: era el polvorí on es desaven els explosius.

## Accés
És ubicat a Teià a 299 m d'altitud: cal seguir la ruta senyalitzada com El Vedat, la qual comença al final del passeig de la riera de Teià, encara que s'hi pot arribar des d'altres punts.